# 維珍尼亞州第八國會選區
弗吉尼亚州第八國會选区（英語：Virginia's Eighth congressional district）是美国弗吉尼亚州的一個國會選區，位於該州的東北部，與首都华盛顿哥伦比亚特区隔河相望，包括阿靈頓、費爾法克斯郡、瀑布教堂、亞歷山卓等地。
由於位於首都特區，地区就业严重依赖联邦政府，是民主黨的根據地。库克党派投票指数为D+27，是弗吉尼亚州最民主党的选区，也是南方最民主党的白人占多数的选区之一。
本區自1990年起一直支持民主黨。自2015年起的當區議員為堂·拜爾。

## 总统选举结果
| 年份 | 结果           |
| ---- | -------------- |
| 1996 | 克林顿 55%–40% |
| 2000 | 戈尔 55%–40%   |
| 2004 | 克里 64%–35%   |
| 2008 | 奥巴马 69%–30% |
| 2012 | 奥巴马 67%–32% |
| 2016 | 希拉里 72%–21% |
| 2020 | 拜登 77%–22%   |